# 彭潤章
彭潤章（1826年—？），字澤之，一字葦山，貴州鎮遠府黃平州人，清朝政治人物，同進士出身。

## 生平
同治七年（1868年）戊辰科進士，三甲一百名，任浙江麗水縣、平湖縣知縣。皆曾重修邑志。